# Phygadeuon exiguus
Phygadeuon exiguus är en stekelart som beskrevs av Johann Ludwig Christian Gravenhorst 1829. Phygadeuon exiguus ingår i släktet Phygadeuon och familjen brokparasitsteklar. Arten är reproducerande i Sverige. Inga underarter finns listade i Catalogue of Life.